# Pellegrini d'amore
Pellegrini d'amore è un film del 1954 diretto da Andrea Forzano.

## Trama
Una matura contessa e uno pseudoprofessore hanno preso in affitto una villa in riva al mare e, eludendo la sorveglianza della polizia, vi gestiscono una bisca clandestina. Durante la guerra la villa è stata sede prima di un comando tedesco, poi di uno americano. In una delle sale della villa c'era e c'è ancora il ritratto di una bella sconosciuta che ha colpito la fantasia dei due comandanti. Venuti in Italia per partecipare ad un congresso, i due ex ufficiali ritornano alla villa nella speranza di poter finalmente conoscere ed avvicinare la donna dei loro sogni.
La contessa, avendo capito che i due giovanotti sono molto ricchi, decide di trarre vantaggio dalla situazione. Fa credere ai due che la bella del ritratto è una sua nipote, e ingaggiata una ballerina disoccupata, che somiglia vagamente alla donna del ritratto, la presenta ai due stranieri. Questi le fanno una corte spietata, cercando di sopraffarsi a vicenda, finché la gelosia reciproca li porta alla violenza. Dopo essersi picchiati di santa ragione, perdono entrambi i sensi. A ciascuno dei due viene fatto credere, quando riacquista conoscenza di sé, d'essersi reso colpevole di omicidio. Per mezzo di questo stratagemma i due vengono ricattati, indotti a pagare notevoli somme di denaro ed imbarcati nottetempo su un motopeschereccio in partenza, sul quale avranno modo più tardi di meditare sulla propria balordaggine. Nel frattempo la contessa e lo pseudoprofessore hanno preso il volo.